# Ryūsuke Senoo
Ryūsuke Senoo (japanisch 妹尾 隆佑 Senoo Ryūsuke; * 20. Februar 1986 in der Präfektur Okayama) ist ein ehemaliger japanischer Fußballspieler.

## Karriere
Senoo erlernte das Fußballspielen in der Universitätsmannschaft der Osaka-Gakuin-Universität. Seinen ersten Vertrag unterschrieb er 2008 bei Fagiano Okayama. Der Verein spielte in der Drittligisten Liga des Landes, der Japan Football League. Am Ende der Saison 2008 stieg der Verein in die J2 League auf. Ende 2015 beendete er seine Karriere als Fußballspieler.